# Monte Bersaio
Il monte Bersaio è una montagna delle Alpi Cozie alta 2.386 m s.l.m., che domina l'abitato di Sambuco in valle Stura di Demonte.

## Caratteristiche
La formazione di queste montagne avvenne in ambiente marino (Mare di Tetide) che giustifica la presenza di fossili sul territorio circostante. Il versante meridionale della montagna è caratterizzato da colatoi verticali, caso unico nella valle, che rende monte Bersaio un sito di grande interesse geologico e ambientale.

L'escursione è interessante dal punto di vista geologico in quanto sono visibili stratificazioni sul versante est del vallone della Madonna,  idrologico in quanto lungo il percorso è presente una notevole quantità di cascate e torrenti, e botanico, essendo presente accanto alla più tipica vegetazione alpina (larici, pini silvestri, etc.) anche alcune specie tipiche di queste zone più meridionali delle Alpi (lavanda e ginestre).
La sommità del monte offre un panorama sulla media valle Stura, il monte appare come una grande e slanciata struttura di rocce sedimentarie formate da dolomie e calcari con la sua parete meridionale che svetta alle spalle dell'abitato di Sambuco, di aspetto molto simile a quello offerto dalle montagne dolomitiche.
Il nome conserva chiaramente la radice prelatina -ber (sommità, roccia), base assai diffusa nella toponomastica alpina e corrispondente inoltre a un bera gallico con significato equivalente di sommità o luogo roccioso.

## Accesso alla vetta
La via normale alla cima è un percorso di tipo escursionistico, che parte dalla chiesa parrocchiale di Sambuco (1.184 m s.l.m.) e seguendo la carrareccia che si inoltra sul fondo del "vallone della Madonna" si sale verso la borgata di Sant'Anna.

Seguendo le indicazioni della gta il sentiero, a circa 1.600 m, tra grandi massi raggiunge il punto in cui il vallone della Madonna piega verso levante, in direzione del "Gias Murè" (1.831 m s.l.m.).
Dopo aver abbandonato il sentiero principale si sale fino a incrociare un sentiero proveniente, dal vicino Gias Murè, proseguendo a sinistra lungo il sentiero che raggiunge dapprima il "Gias Pra d'Arbon" (2.065 m) poi il "Colle Piconiera" (2.256 m)
Dopo aver svoltato a sinistra lungo lo spartiacque tra i valloni della Madonna e di Bandia si segue fino alle roccette che sorreggono la croce del monte Bersaio.
Le ascensioni alternative dal versante sud prevedono invece abilità alpinistiche (III e IV grado).